# Hannes Koch (Leichtathlet)
Johannes „Hannes“ Koch (* 12. Februar 1935 in Hildesheim; † 26. Dezember 1994 in Berlin) war ein deutscher Leichtathlet, der sowohl in der Deutschen Demokratischen Republik als auch in der Bundesrepublik Deutschland Deutscher Meister im Gehen wurde.
Koch begann erst im Alter von 20 Jahren mit dem Leistungssport. Unter dem Trainer Willi Horlemann, dem Deutschen Meister 1927 im 25-Kilometer-Straßenlauf, gelang Koch beim SC Einheit Berlin relativ rasch der Vorstoß in die Spitze, 1957 belegte er den siebten Platz bei den DDR-Meisterschaften im 20-km-Gehen, seinen ersten DDR-Meistertitel gewann er 1959 im 50-km-Gehen. 1960 belegte er auf der 50-Kilometer-Strecke den zweiten Platz hinter Max Weber. Für die gesamtdeutsche Mannschaft bei den Olympischen Spielen in Rom qualifizierte sich Koch über 20 km. In Rom belegte er den 16. Rang. 1961 gewann Koch den DDR-Titel über 50 km und erreichte mit dem dritten Platz über 20 km seine beste Platzierung bei DDR-Meisterschaften auf der kürzeren Distanz. 1962 qualifizierte sich Koch erneut für die gesamtdeutsche Mannschaft, diesmal über 50 km. Bei den Europameisterschaften 1962 in Belgrad belegte er den siebten Platz. 
Nach den Europameisterschaften kehrte Koch nicht in die DDR zurück, sondern setzte sich nach Frankfurt am Main ab, wo er sich der Leichtathletikabteilung von Eintracht Frankfurt anschloss. Bei den Deutschen Meisterschaften 1963 belegte er den dritten Platz über 20 km und hinter Gert Jannsen den zweiten Platz über 50 km. Auf beiden Strecken gewann er den Meistertitel in der Mannschaftswertung: zusammen mit Julius Müller und Bernhard Nermerich über 20 km, mit Bernhard Nermerich und Claus Bartels über 50 km.
Ab 1964 trat Koch für Hannover 96 an. Er war Deutscher Meister 1964 und 1965 über 20 km und Vizemeister 1965 über 50 km hinter Karl-Heinz Pape; mit der Mannschaft war er 1964 und 1965 Zweiter hinter Eintracht Frankfurt, über 50 km gewannen die Hannoveraner den Mannschaftstitel 1965 mit Hannes Koch, Hans-Jürgen Paul und Erich Rodermund. Danach zählte Koch nicht mehr zur bundesdeutschen Spitze, auch wenn er noch über ein Jahrzehnt aktiv blieb und mit der Mannschaft von Hannover 96 mehrfach auf dem zweiten oder dritten Platz der Deutschen Meisterschaften landete.
Nach seiner Karriere blieb Koch der Leichtathletik als DLV-Nachwuchstrainer und Gehsportstatistiker verbunden. Im Sommer 1994 hatte Hannes Koch seinen ersten Herzinfarkt, nach dem zweiten zu Weihnachten des gleichen Jahres verstarb er.